# 宇治川電気51形電車
宇治川電気51形電車（うじがわでんき51がたでんしゃ）は、宇治川電気（宇治電）が自社電鉄部の兵庫駅 - 姫路駅前駅間直通運転開始に備え1927年より製造した通勤形電車である。
本項では宇治電51形と、その同系増備車である初代76形及び神姫電鉄1形の木造車体を流用手持ち機器で電装して製造された2代目76形、それらの後身である山陽電気鉄道100・1000形についても紹介する。

## 概要
1927年に兵庫電気軌道（兵庫電軌）と神戸姫路電気鉄道（神姫電鉄）を吸収合併した宇治川電気は、両社の事業を承継する形で電鉄部を発足し、兵庫 - 姫路間の直通運転実施を目指して地上施設および車両の整備・改修を開始した。
しかし、元来軌道法に依拠して道路上の併用軌道を走る路面電車からスタートした兵庫電軌と、アメリカのハイスピード・インターアーバンを手本として、地方鉄道法の下で高規格かつ本格的な都市間高速電気鉄道として建設された神姫電鉄とでは、その地上設備・車両ともに規格差が極めて大きく、いずれか一方の車両をそのまま直通運転することも不可能であった。
このため、双方の規格の最大公約数をとって車体寸法を決定し、主要機器については高規格な旧神姫電鉄のものを基本に旧兵庫電軌区間への対応機能を付与することで兵庫 - 姫路間の直通運転を可能とすることが計画された。こうして設計されたのが51形である。
本形式は神姫電鉄1形からの主要機器流用による車体新製車 (51 - 65) と完全新製車 (66 - 75) の2グループに大別され、さらにその改良増備車として76形 (初代・76 - 85) が追加製造された。もっとも、いずれも細部寸法や形状の相違はあれど基本的には同一設計であり、共通に運用された。
製造所はそれぞれ51 - 63が藤永田造船所（1927年）、64 - 70が田中車輛（1928年）、71 - 75が汽車製造会社（1928年）、そして76 - 85が川崎車輛（1930年）である。

## 車体
設計当時の旧兵庫電軌線で運用可能な最大寸法である車体幅7フィート10インチ (2,386mm) 、車体長48フィート (146,304mm) 、車体高8フィート10 1/2インチ (2,705mm) の車体を備える。
既に鋼製車の時代に入っていたことから、神姫電鉄1形の木造ではなく半鋼製リベット組み立てによるシングルルーフ車体となっており、窓配置は1D (1) 121 (1) D221 (1) D1（D：客用扉、（1）：戸袋窓）で戸袋窓以外の側窓は1段上昇式となっている。外観上扉間の側窓が戸袋窓を含め2枚単位でまとめられている点では神姫電鉄1形と共通である。ただし、車体幅が縮小されたこともあり、3枚の前面窓はいずれも同寸とされている。
客用扉は両端の扉が切り欠き構造のステップと折りたたみステップの2段構成となって併用軌道区間と鉄道区間の双方に対応するのに対し、本形式と同様に3扉構成であった兵庫電軌36形と同様に、中央扉は鉄道区間専用でステップは未設置とされている。
また、側窓下方に2本の保護棒が取り付けられていたが、これは後に1本が撤去された。
51 - 75は併用軌道区間を走行するため、前面に折りたたみ式の救助網を装着して竣工したが、これは後に連結運転が常態化すると連解結作業に支障をきたすことから簡略化され、簡易なフェンダー・ストライカー装備に改められている。
通風器は51形15両についてこの時期の鋼製車特有のいわゆるお椀形通風器を、76形10両はガーランド式通風器を、それぞれ搭載していたとされる。もっとも、51形の汽車製造製グループ (71 - 75) については宇治電時代に既にガーランド式通風器を搭載していたことが当時撮影された写真で判明しており、70以前は山陽電鉄へ移行後もお椀形通風器を残していたことと合わせ、これら51形の汽車会社製グループについては当初よりガーランド式通風器搭載であった可能性が高い。
車内運転台仕切りは床面から立ち上げた4本のパイプを天井の櫛桁に接合し、窓の下辺付近で横方向にパイプを渡して一部を可倒式とすることで乗務員の通行を可能とする、という開放的なデザインである。
座席はいずれも新造時はロングシートを各扉間に設置していた。
車体塗装は当時の定石通り茶色で、宇治電時代には側面の両端扉近くの腰板に社紋と車両番号を並べて掲げていた。

## 主要機器
車籍上は51 - 65は神姫電鉄1形からの機器流用車であるのに対し、それ以降は日本製の同等機器を新製搭載したとされているが、実際には検査の都合もあり、輸入品と日本製が特に区別なく混用されている。

### 主電動機
機器流用車はゼネラル・エレクトリック (GE) 社製直流直巻整流子式電動機であるGE-263が、新造車はGE社の日本における提携先である芝浦製作所によるスケッチ生産品であるSE-107が、それぞれ各台車に2基ずつ搭載されている。
元来GE-263は元々神姫電鉄1形において、全界磁状態で70km/h運転を可能とすべく採用されたものであり、歯数比は2.74と高速運転を重視した設定となっている。このため、歯数比そのままで主制御器に弱め界磁段の追加を実施した100形（初代）では、弱め界磁制御の併用により最高100km/hでの走行も可能となっている。
駆動装置は当時一般的であった吊り掛け式である。

### 制御器
機器流用車はGE社純正の電空カム軸制御器であるPCコントロールが搭載されたが、新造車は芝浦製のPCコントロール模倣品であるRPC-101電空カム軸制御器が搭載された。これらの制御器は共に直列5段、並列4段という構成で、後の改造で弱め界磁1段が追加された。いずれも主回路の主電動機群で直並列切り替えを行い、また電動発電機などの補機の回路切り替えを行うための電圧転換機を付加、直流600V電化の旧兵庫電軌区間と直流1500V電化の旧神姫電鉄区間を直通運転可能な複電圧車としている。

### 台車
機器流用車は51 - 60が汽車製造製のBW-78-25Aデッドコピー品、61 - 70は神姫電鉄1形由来でボールドウィン純正のBW-78-25A、71 - 85は日立製作所製のMI形と称するBW-78-25A同等品をそれぞれ装着した。
いずれも当初は片押し式の基礎ブレーキ装置を備えていたが、1934年の特急運転開始に備えた高速運転対応改造工事で制動力に勝る両抱き式ブレーキへの改造が開始され、最終的に在籍車の全台車が両抱き式に改造されている。

### ブレーキ
空気ブレーキについても神姫1形のそれを継承し、GE社が設計したJ三動弁を用いる制御管式のAVR（Automatic Valve Release）自動空気ブレーキが採用された。ただし、主電動機などと同様、機器流用車のGE製に対し新造車には芝浦製の模倣品が搭載された。
また、全車ともこの時代の電車の通例通り非常用として手ブレーキが搭載されており、車掌台側に巨大な手ブレーキハンドルが設置されている。

### 集電装置
当初は神姫電鉄1形と同様、ホイール式のトロリーポールを前後に1基ずつ搭載した。

### 連結器
多客時に連結運転を実施するため、神姫電鉄1形と同様に各車の前後に自動連結器を装着する。

## 運用
竣工後は明石以東・以西を問わず主力車として重用され、山陽電気鉄道独立直後の1934年には当時最新の初代76形76 - 85が、高速走行性能を強化した上で、新設の特急に起用されている。
この改造は後に在来車全車に普及し、51形が特急の種別表示板を掲げている姿も写真に残されているが、100形101 - 110と改番された初代76形各車については、さらに1935年に扉間で左右向かい合うロングシートのうち、中央扉を挟んで前後で千鳥配置となるように片方を撤去し、その跡に2人掛けの固定式クロスシートを設置する工事が実施され、長距離直通客を重視する特急車としてのサービス向上が図られている。
76形に続く増備車となった200形初期車は、旧兵庫電気軌道車からの機器流用による車体更新車であったため搭載機器が600V専用で明石以西への電動車としての入線は不可能であり、また中期以降の200形増備車では複電圧対応となったものの、114 - 123の10両以外は電装品の入手が叶わず、未電装のまま制御車として就役した。そのためこれらの就役開始後も、本形式の山陽電気鉄道における主力形式としての役割に変化はなく、戦時中を通じて酷使が続けられた。
しかし、1945年6月9日の空襲と、それに続く同年7月7日の火災で西新町の明石車両工場及び明石車庫が被災した結果、以下のように本形式は35両中16両、1942年に製造された2代目76形は6両中3両をそれぞれ大破・焼損するという大きな被害を受けた。
1945年6月9日の空襲での被災状況
全壊：52・62・70・78（2代目）
大破：66・74・101（旧76）
中破：58・60・69・71・80（2代目）・105（旧80）
小破：57・81（2代目）・104（旧79）・110（旧85）
1945年7月7日の火災での被災状況
全焼：52・54・57・58・60・62・66・69 - 71・74・78・80・81・105・106・110
この19両のうち101と104を除く17両は、6月の空襲で被害を受けた後7月の火災に遭っており、二重に被害を受けたことになる。これらの復旧は鋭意行われたものの、最終的に車体の焼損程度が大きかった以下の7両は修理不能で廃車とせざるを得なかった。
51形：52・57・69・70
76形（2代目）：78・80・81
これらの事情から、1947年に800形（後の700形）導入が実施され、1948年に明石以東の架線電圧1,500V昇圧と車両限界の拡大工事が完了するまで、残された、あるいは復旧した本形式各車は、山陽電気鉄道の主力車としてさらなる酷使が続けられた。
この間、戦後の混乱期の資材不足に加え、多数の買い出し客による過積載、人心荒廃による破損や部品の盗難なども手伝って本形式は特に車体の疲弊が著しく、1946年2月6日の須磨寺 - 境川付近間下り線併用軌道の移設完了による路上停留場の全廃に伴う乗降用ステップの撤去および前後扉車体裾部の切り落とし、1947年3月の架線張り替えによる集電装置のパンタグラフへの切り替え、1948年10月21日の電鉄兵庫 - 電鉄須磨間架線電圧昇圧工事完成に伴う複電圧機構の撤去、と線路施設の改良に併せて順次改修が行われたものの、この間充分な保守が行われていたとは言い難い状況であった。
1948年の昇圧完了後、本形式の一部について、電装を解除し制御車化する工事が実施された。対象車は以下の9両である。車番からも明らかなように1945年7月7日の明石車庫の火災で被災し、その後復旧された車両が電装解除の対象となっている。
51形：54・58・60・62・66・71
100形：105（旧80）・106（旧81）・110（旧85）
1949年の200形未電装車の電装実施と併せて実施された一斉改番の際には、本形式は2代目76形の残存車3両を加え、以下の通り電動車の100形100 - 123の24両及び、戦災・車庫火災復旧車を中心とした制御車の1000形1000 - 1009の10両の、計34両に再編された。
100形
旧51形：51・53・55・56・59・61・63 - 65・67・68・72・73・75 → 100 - 113
旧76形（初代）→旧100形：102 - 104（旧77 - 79）・107 - 110（旧82 - 85） → 117 - 123
旧76形（2代目）：76・77・79 → 114 - 116
1000形
旧51形：54・58・60・62・66・71・74 → 1000 - 1006
旧76形（初代）→旧100形：101・105・106（旧76・80・81） → 1007 - 1009
この時期には、老朽化に加え車体幅が狭くホームとの隙間を埋めるためのステップが増設されてなお乗降に不安があることが保安上問題視されるようになった。このため、1950年に新造された850形に準じた設計の幅広車体を川崎車輛で新造し、これに本形式の台車や主電動機、制御器などの主要機器を艤装して準新車を製造する250形への更新工事が開始され、まず以下の4両の更新が実施された。このうち旧2代目76形の114 - 116は、神姫1形の車体を流用したため半鋼製ではなく木造車体だった。
1951年10月竣工
114 - 116（旧：2代目76・77・79）・1000（旧54） → 250 - 253
ここで不要となった旧車体はそのまま廃棄・解体処分となる予定であったが、これら4両の竣工を目前に控えた1951年9月に発生した西代車庫の火災により、状況は一変する。この火災で100形・1000形グループのうち、以下の8両が焼失してしまったのである。
101（旧53）・103（旧56）・104（旧59）・108（旧65）・1001（旧58）・1003（旧62）・1004（旧66）・1008（旧80→105）
このため、急遽廃棄予定の旧車体4両分（木造3両と半鋼製1両）の再利用が図られ、被災車から回収された台車などの機器およびその車籍を利用し、以下の組み合わせで1000形4両の復旧が実施された。なおこれ以外の被災車である100形4両のうち、101・103は翌年の250形への更新対象となり、残る104・108の2両はそのまま廃車解体処分となっている。
114 - 116・1000 →1003・1004・1008・1001
この後、1952年、1954年と以下のように2両ずつ250形への更新が実施された。下記の通り1952年竣工分は2両とも西代車庫火災の被災車の復旧を兼ねており、1954年竣工分のうち1003→257は西代車庫火災の後、一旦廃棄予定だった木造車体を用いて復旧された物である。
1952年7月竣工
101・103 → 254・255
1954年9月竣工
107（旧64）・1003 → 256・257
また1953年から1957年にかけて、1000形のうち以下の4両について、運用上の必要などから再電装が実施されている。
1953年再電装
1006（旧74）・1009（旧81→106）
1956年再電装
1007（旧76→101）
1957年再電装
1005（旧71）
250形への更新については、258・259となるべき更新車の車体製作の準備が進められていたが、中止された。これは日本国有鉄道（国鉄）山陽本線の電化工事進捗をにらんで投入が開始された、画期的な高性能電車である2000系2000・2001の製作に258・259の車体新造予算が転用されたことによるものであった。
だが、そうして特急用として2000系の増備が進む間にも、戦中戦後の酷使で疲弊しきった本形式の残存車24両の老朽化は急速に進行していた。その間、一部車両の高松琴平電気鉄道への譲渡や2000系投入に伴う状態不良車の除籍が実施されたが、残存車についても長期に渡る酷使が原因で、既に車体の疲弊・老朽化が限界に達していた。
このため、1959年より2000系2次車に準じた準張殻構造の軽量車体を新造し、これに制御器・台車・ブレーキなどSE-107電動機以外のほとんどの機器を新品に交換の上で搭載した250形270番台への更新工事が再開され、1962年に最後に残った120・121・123（旧：初代76形82・83・85）が以下のように貨車へ改造され、これを以て全車旅客営業から撤退となった。また、112（旧73）・117（旧：初代76形77→102）の車体が西代車庫で物置として使用されたが、これも後に撤去されている。
1962年改造
120 → モワ10
121・123 → クワ30・クワ31
山陽電気鉄道の歴史の上では、設立から戦中戦後にかけての最も困難な時期に主力車として重用された形式であるが、保存車はなく全車とも現存しない。

### 車番の変遷
いずれも新製時→1回目の改番（初代76形→初代100形のみ）→1949年の一斉改番の順である。

#### 51形→2代目100形・1000形
51→100
52→被災廃車
53→101
54→1000
55→102
56→103
57→被災廃車
58→1001
59→104
60→1002
61→105
62→1003
63→106
64→107
65→108
66→1004
67→109
68→110
69→被災廃車
70→被災廃車
71→1005
72→111
73→112
74→1006
75→113

#### 初代76形→初代100形→2代目100形・1000形
76→101→1007
77→102→117
78→103→118
79→104→119
80→105→1008
81→106→1009
82→107→120
83→108→121
84→109→122
85→110→123

#### 2代目76形→2代目100形
76→114
77→115
78→被災廃車
79→116
80→被災廃車
81→被災廃車